# Ectopiocephalus australis
Ectopiocephalus australis är en insektsart som beskrevs av Walker 1858. Ectopiocephalus australis ingår i släktet Ectopiocephalus och familjen dvärgstritar. Inga underarter finns listade i Catalogue of Life.